# Galium tianschanicum
Galium tianschanicum är en måreväxtart som beskrevs av Mikhail Grigoríevič Popov. Galium tianschanicum ingår i släktet måror, och familjen måreväxter. Inga underarter finns listade i Catalogue of Life.